# Яким Якимов (режисьор)
 Тази статия е за режисьора.  За учения вижте Яким Якимов.  
Яким Василев Якимов е български режисьор.
Роден е в град София на 18 май 1925 г. Завършва през 1951 г. Висшата филмова школа в Лодз със специалност кинорежисура. В периода 1947 – 1948 г. учи за монтажист към фондация „Българско дело".

## Филмография
- Последното приключение (1984)
- Приятели за вечеря (1981)
- Бедният Лука (1979)
- С любов (1975)
- Транзит (1969)
- Процесът (1968)
- Човекът в сянка (1967)
- Неспокоен дом (1965)
- Вода (1959)
- Втечняване на въздуха (1959)
- Мелиоративно строителство на село (1959)
- Нито капка вода (1959)
- Чехълче (1959)
- Законът на морето (1958)
- Ове дни (1950)
- На тълач (1949)